# Marthe Djilo Kamga
Pour les articles homonymes, voir Kamga.
Marthe Djilo Kamga est une réalisatrice camerounaise et promotrice du festival Massimadi à Bruxelles,. 

## Carrière
Marthe Djilo Kamga est une réalisatrice, écrivaine camerounaise. Elle est fondatrice et coordinatrice du festival le Massimadi. Se définissant comme une artiste engagée, elle aborde les questions de réappropriation des espaces publics, de définition de genre au travers de créations artistiques et de productions culturelles.
En 2009, elle écrit le livre Quand les femmes aiment d'autres femmes: regard sur les homosexualités féminines au Cameroun, publié par la collection Cahiers de l'Université des Femmes à Bruxelles, Belgique. Elle travaille également des projets majeurs notamment one-woman show Angalia Ni Mimi : thérapie d'une artiste contrariée. Elle écrit aussi une autobiographie et réalise le documentaire photo Sikiliza, My Body Talks to You.
En 2017, avec la collaboration de Frieda Ekotto, Marthe Djilo Kamga coécrit et réalise le documentaire audio-visuel Vibrancy of Silence : A Discussion with My Sisters. Le film est en fait le premier volet du projet de recherche visuel avec Frieda Ekotto sur Vibrancy of Silence : Archiving Images and Cultural Production of Sub-Saharien African Women,,.
Début 2020 Marthe Djilo Kamga réalise un nouvel essai documentaire court intitulé Zurura, Zurura, Le sourire fleurit, également coécrit avec Frieda Ekotto. Il s'agit d'un essai visuellement poétique et philosophique. Dans ce film, la réalisatrice revient sur la question du corps de la femme noire réduit au silence. Elle se réfère aux racines africaines et au paysage culturel africain pour offrir une nouvelle perspective du corps féminin noir. Zurura, Zurura invite les nouvelles générations à célébrer leur noirceur,.

## Œuvres
- 2020 : Marthe Djilo Kamga, Zurura, Zurura, Le sourire fleurit, Belgique, Cameroun, [6],[7],[8].
- 2017 : Marthe Djilo Kamga, ibrancy of Silence : A Discussion with My Sisters.
- 2009 : Marthe Djilo Kamga, (et al.), Quand les femmes aiment d'autres femmes. Regard sur les homosexualités féminines au Cameroun, Université des Femmes, Bruxelles, 148 p.  (ISBN 2-87288-025-9)[3].

## Voir Aussi